# 東京喰種S (2019年電影)
《東京喰種S》（日语：東京喰種トーキョーグール【S】）是一部2019年上映的日本電影，由窪田正孝主演。前作為東京喰種。前作霧島董香飾演者清水富美加因引退出家，故該角色改由山本舞香飾演。
電影於2019年7月19日上映。

## 劇情
成為了喰種和人類混合體的金木研，和霧島董香等人一起生活在喰種們的避難所同時也是咖啡館的「安定區」。此時，被稱為「美食家」的喰種月山習來到「安定區」，注意到了金木研的特殊「氣味」，並把他叫到「喰種餐廳」準備宰殺。喰種VS喰種，各自的正義相互碰撞，為人類和喰種共存的戰鬥揭開序幕。 

## 演員
| 角色       | 演員       | 台灣配音 |
| 金木研     | 窪田正孝   | 鍾少庭   |
| 霧島董香   | 山本舞香   | 楊詩穎   |
| 月山習     | 松田翔太   | 宋昱璁   |
| 亞門鋼太朗 | 鈴木伸之   | 梁興昌   |
| 笛口雛實   | 櫻田日和   | 連思宇   |
| 芳村功善   | 村井國夫   | 梁興昌   |
| 四方蓮示   | 柳俊太郎   | 梁興昌   |
| 詩         | 坂東巳之助 | 孟慶府   |
| 永近英良   | 小笠原海   | 喬資淯   |
| 西尾錦     | 白石隼也   | 孟慶府   |
| 小坂依子   | 森七菜     | 連思宇   |
| 西野貴未   | 木竜麻生   | 連思宇   |
| 系璃       | 知英       | 連思宇   |
| 宗太       | 新田真剣佑 | 喬資淯   |

## 製作
2018年9月宣布續集製作，以及松田翔太、山本舞香參演決定。2019年4月10日公開預告。6月11日公開電影主題曲版本的90秒預告，主題曲為日本樂團女王蜂所演唱的「Introduction」。

## 外部連結
- 互联网电影数据库（IMDb）上《東京喰種S》的资料（英文）